# Walter Kaufmann (physicien)
Pour les articles homonymes, voir Walter Kaufmann et Kaufmann.
Walter Kaufmann (5 juin 1871 à Elberfeld, province de Rhénanie - 1er janvier 1947 à Fribourg-en-Brisgau, Allemagne) est un physicien allemand. Il est surtout connu pour avoir établi la première preuve expérimentale que la masse électromagnétique est fonction de la vitesse, l'une des pierres d'assise de la physique moderne, notamment la relativité restreinte.

## Biographie
En 1890-1891, il étudie l'ingénierie mécanique aux universités techniques de Berlin et Munich. En 1892, il étudie la physique aux universités Humboldt de Berlin et Louis-et-Maximilien de Munich. En 1894, il obtient son doctorat.
En 1896, il débute comme assistant aux instituts de physique des universités de Berlin et Göttingen. Il reçoit son habilitation en 1899 et devient la même année professor extraordinarius de physique à l'Université de Bonn. Après des recherches au Berliner Physikalisches Institut, il accepte un poste de professeur ordinaire en physique expérimentale et responsable de l'institut de physique de l'université de Königsberg, où il enseigne jusqu'à sa retraite en 1935. Par la suite, il travaille comme conférencier invité à l'Université de Fribourg-en-Brisgau.

## Mesure de la dépendance de la masse à la vitesse
Ses travaux entre 1901 et 1903 confirment pour la première fois que la masse électromagnétique est fonction de la vitesse (plus tard appelée « masse relativiste »). Cependant, ces mesures ne sont pas assez précises pour distinguer entre la théorie de l'éther luminifère d'Hendrik Lorentz et la théorie de Max Abraham.
À la fin de 1905, Kaufman réussit à compléter des expériences plus précises. Il est le premier à discuter de la théorie de la relativité restreinte d'Albert Einstein et affirme, même si la théorie d'Einstein s'appuie sur un ensemble de conditions différent, que cette théorie est expérimentalement équivalente à la théorie de Lorentz. Pour cette raison, il parle de la théorie de « Lorentz-Einstein ». Cependant, Kaufmann interprète les résultats de ces expériences comme une confirmation de la théorie d'Abraham et une réfutation de celle de Lorentz-Einstein (principe de relativité, position qui influencera notablement pendant quelques années l'opposition aux théories de Lorentz et d'Einstein). En 1906, les résultats de Kaufmann sont critiqués par Max Planck et Adolf Bestelmeyer. Dans le but de distinguer quelle théorie est la plus représentative de la réalité, Alfred Bucherer (en 1908), Neumann (en 1914) et d'autres physiciens répètent ces expériences et arrivent à des résultats qui semblent confirmer la théorie de Lorentz-Einstein et réfuter la théorie d'Abraham. Cependant, la plupart de ces expériences n'étaient pas assez précises pour juger de la valeur d'une théorie,,,.
Cette difficulté à distinguer entre les théories était surtout présente pour la masse de l'électron. Les recherches sur la structure fine des lignes de l'hydrogène en 1917 ont démontré la validité de la théorie de Lorentz-Einstein et la réfutation de la théorie d'Abraham.

## Publications
- (de) W. Kaufmann, « Die Entwicklung des Elektronenbegriffs », Physikalische Zeitschrift, vol. 3, no 1,‎ 1901, p. 9–15
- (de) W. Kaufmann, « Die magnetische und elektrische Ablenkbarkeit der Bequerelstrahlen und die scheinbare Masse der Elektronen », Göttinger Nachrichten, no 2,‎ 1901, p. 143–168
- (de) W. Kaufmann, « Über die elektromagnetische Masse des Elektrons », Göttinger Nachrichten, no 5,‎ 1902, p. 291–296 (lire en ligne)
- (de) W. Kaufmann, « Die elektromagnetische Masse des Elektrons », Physikalische Zeitschrift, vol. 4, no 1b,‎ 1902, p. 54–56
- (de) W. Kaufmann, « Über die "Elektromagnetische Masse" der Elektronen », Göttinger Nachrichten, no 3,‎ 1903, p. 90–103 (lire en ligne)
- (de) W. Kaufmann, « Über die Konstitution des Elektrons », Sitzungsberichte der Königlich Preussischen Akademie der Wissenschaften, no 45,‎ 1905, p. 949–956
- (de) W. Kaufmann, « Über die Konstitution des Elektrons », Annalen der Physik, vol. 19,‎ 1906, p. 487–553